# Títol Professional d'Advocat
El Títol Professional d'Advocat (TPA) és el títol professional necessari i obligatori a Espanya per a poder col·legiar-se en algun Col·legi d'Advocats d'Espanya i poder exercir l'advocacia. És anomenat també títol d'advocat (o advocada). El títol és expedit pel Ministeri de Justícia del Govern d'Espanya, i s'obté una vegada aprovada la Prova d'Estat d'Accés a l'Advocacia.
El TPA va ser creat en 2006 amb la Llei 34/2006, de 30 d'octubre, fins a l'entrada en vigor d'aquesta llei, el “títol” d'Advocat no existia com a tal a Espanya. Fins a 2011 amb la Llicenciatura en Dret solament ja podia col·legiar-se en algun Col·legi d'Advocats i exercir l'advocacia, però des d'aquest any el sistema va canviar. Espanya va reformar la pràctica legal l'any 2006. La Llei 34/2006, de 30 d'octubre, sobre l'accés a les professions d'advocat i procurador dels tribunales va introduir el Títol Professional d'Advocat:
| «                                | Artículo 1. Objeto y finalidad de la ley. 1. Esta ley tiene por objeto regular las condiciones de obtención del título profesional de abogado y el título profesional de procurador de los tribunales, como colaboradores en el ejercicio del derecho fundamental a la tutela judicial efectiva, con el fin de garantizar el acceso de los ciudadanos a un asesoramiento, defensa jurídica y representación técnica de calidad. 2. La obtención del título profesional de abogado en la forma determinada por esta ley es necesaria para el desempeño de la asistencia letrada en aquellos procesos judiciales y extrajudiciales en los que la normativa vigente imponga o faculte la intervención de abogado, y, en todo caso, para prestar asistencia letrada o asesoramiento en Derecho utilizando la denominación de abogado; todo ello sin perjuicio del cumplimiento de cualesquiera otros requisitos exigidos por la normativa vigente para el ejercicio de la abogacía. 4. La obtención de los títulos profesionales de abogado o procurador será requisito imprescindible para la colegiación en los correspondientes colegios profesionales. | » |
| — Ley 34/2006, de 30 de octubre. | |   |

D'aquesta manera l'esmentada Llei va crear aquest títol professional que abans de l'any 2006 no existia a Espanya com a tal, va establir que és el requisit bàsic per a poder col·legiar-se i exercir l'advocacia.
Per a aplicar i desenvolupar aquesta Llei es va aprovar el reglament en virtut del Reial decret 775/2011, de 3 de juny, pel qual s'aprova el Reglament de la Llei 34/2006, de 30 d'octubre, sobre l'accés a les professions d'advocat i procurador dels tribunals i es va modificar el sistema d'accés a la pràctica legal. Una vegada superada la Prova d'Estat d'Accés a l'Advocacia el Ministeri de Justícia del Govern d'Espanya atorga a aquesta persona el TPA i amb el títol pot col·legiar-se i exercir l'advocacia.